# 三丹罗追
三丹罗追（？—？）汉文史籍又称三剌，人称三罗喇嘛，藏族，今西藏自治区洛扎县卓垅人，元末明初藏传佛教噶玛噶举派高僧。他是海喇嘛桑杰扎西的侄子。

## 生平
三丹罗追是噶玛噶举派高僧、人称“海喇嘛”的桑杰扎西的侄子。他是卓垅（又作“卓窝垅”）人。明朝洪武三年（1370年），明朝军队西进甘肃、青海。明朝朝廷对西北地区的蒙古族、藏族地方势力实行“招抚”，故大批请降者被委以卫、所官职。但也有部分蒙古族、藏族部族率部抗击明军。战乱之际，在青海湖海心山居住的桑杰扎西及其侄三丹罗追率其卓窝垅部族迁居碾伯南山地区（即今乐都县南山瞿昙寺地区）。桑杰扎西仍静心修行，在官隆洞打坐，将俗务交由其侄三丹罗追办理。三丹罗追便是三罗喇嘛（《明史稿》中称为“西宁番僧三刺”）。当桑杰扎西、三丹罗追叔侄及其部族迁居碾伯南山之后，明朝朝廷暗中派使者赴碾伯南山地区争取环湖诸部归服。桑杰扎西叔侄遂致信罕东诸部，劝其归顺明朝。不久，罕东诸部果然归顺了明朝。桑杰扎西、三丹罗追叔侄由此为明朝立下功劳，受到明朝的关注。
洪武二十五年（1392年），三丹罗追在其驻地官隆兴建了一座小佛堂，佛堂内供奉持金刚，并派人赴南京请求明朝朝廷护持。洪武二十六年（1393年），明太祖赐名“瞿昙寺”，并任命三丹罗追为西宁僧纲司都纲。《明实录》洪武二十六年三月条：“立西宁僧纲司，以僧三剌为都纲。河州卫汉僧纲司，以故元国师魏失剌监藏为都纲；河州卫番僧纲司，以僧月监藏为都纲。”
《明实录》载：
西宁番僧三剌贡马。先是，三剌为书招降罕东诸部，又创佛刹于碾白南川，以居其中，至是始来朝，因请护持及寺额。上赐名曰：“瞿昙寺”，敕曰：“自有佛以来，见佛者无不瞻仰，虽凶戾愚顽者，亦为之敬信。化恶为善，佛之愿力有如是耶！今番僧三剌生居西土，踵佛之道，广结人缘，辑金帛以创佛刹，比者来朝京师，朕嘉其向善慕义之诚，特赐敕护持。诸人不许扰害，听其自在修行，违者罪之，故敕。”
《明实录》又载：“（洪武三十年二月甲辰），西番瞿昙寺僧参剌来朝，贡马。”此前，三剌派人赴汉地贡马，此次他则亲自赴汉地朝贡。
值得注意的是，《明史》作者所称的“海喇嘛桑儿加査实”，实为《安多政教史》所讲之桑杰扎西。然而当代一些学者不査，将桑杰扎西和其侄子三丹罗追混淆合一，说成“三喇又名海喇嘛桑儿加査实”，实属错误。